# 越後心動鐵道

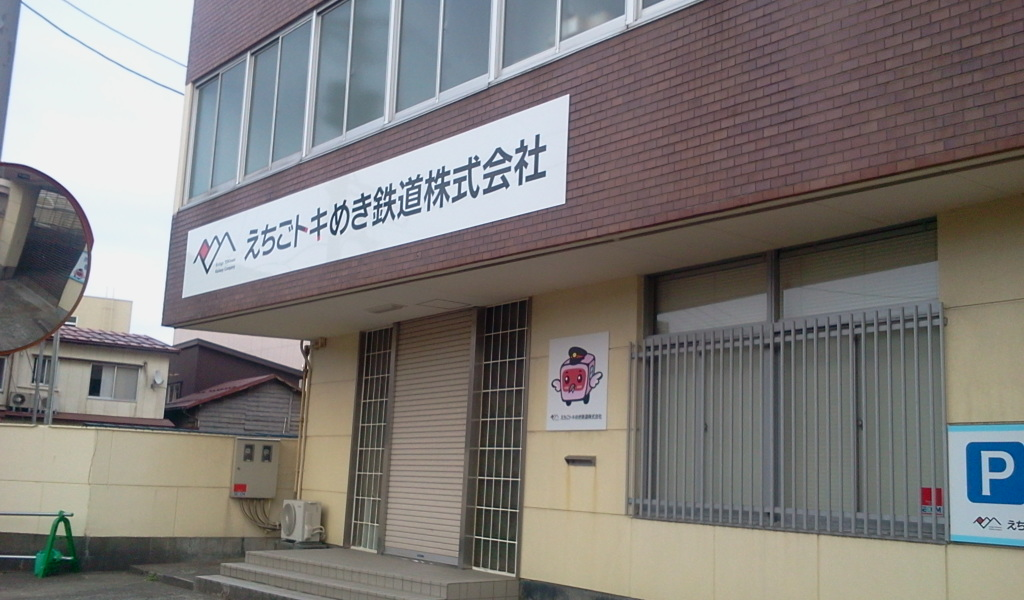
位於上越市的越後心動鐵道舊總部（現時總部設於直江津站內）

越後心動鐵道股份有限公司（亦有稱作「越後朱鷺鐵道」）（日语：／ Echigo Tokimeki Tetsudō Kabushiki Kaisha */?），簡稱「朱鷺鐵」（トキてつ，Tokitetsu），是一家日本新潟縣的第三部門鐵路經營者，總部設於上越市。是因應JR西日本及JR東日本於2015年3月14日運營北陸新幹線時接收原位於新潟縣內北陸本線及信越本線車站及設備而成立。公司主要資金有超過98%均來自新潟縣廳，路線所在地的三個自治體的出資率連0.3%也未有達到，相比另外兩間新成立的IR石川鐵道及愛之風富山鐵道，越後心動鐵道近乎是由縣政府所經營的交通運輸機構。
越後心動鐵道亦是三所新鐵路公司中，唯一接收多於1條路線的公司。同時，亦因1987年日本國鐵分割民營化，新潟縣內的國鐵鐵路網並不如大部份都道府縣般，只由一間機構擁有，而是被JR西日本及JR東日本所分割開，因此這次的轉移，亦涉及兩間公司。

## 名稱由來
（Echigo）為「越後」的平假串法，亦代表了新潟縣的前身——令制國時代的「越後國」；至於（Tokimeki）則含有多重意思，當直接翻譯時解作「心跳」、「心動」，亦帶有「歡躍」的意思，因此一詞可涵蓋了新鐵路公司為縣民和乘客帶來新的希望和稱心的服務。
另一方面，也包含了新潟縣縣鳥朱鷺（朱鹮）的名稱，因此，公司名稱刻意將改以片假名寫法，也將英文名稱中的「TOKI 」採用全大寫，以更突出朱鷺作為新潟縣的標記，而其公司的吉祥物是以加上一對鳥翼和鳥喙的列車車頭作成，稱為（朱鷺鐵君），又恰好也是公司的簡稱，因此亦有把公司名稱翻譯作「越後朱鷺鐵道」。

### 公司標誌
以三條折線所組成的抽象藝術動機，可有三個不同的解讀：
1. 直接觀望時可看到數個山峰串連在一起，代表從車廂中遠眺妙高山一帶串連的山峰景色；
2. 橫看時，折線可組合成一隻正在橫飛中的朱鷺，最左側為喙、紅色菱形為朱鷺的臉、類近長方形為翅膀、末端為腳；
3. 最後，圖案中央紅色和長方形部份可組合成為一個心形符號，也切合本身心動的含意。

## 營運路線
| 中文線名     | 日文線名 | 起點   | 終點     | 距離（公里） |
| ------------ | -------- | ------ | -------- | ------------ |
| 日本海翡翠線 |          | 市振   | 直江津   | 59.3         |
| 妙高躍馬線   |          | 直江津 | 妙高高原 | 37.7         |

日本海翡翠線（日本海ひすいライン）
即原JR西日本北陸本線市振站～直江津站，全長59.3公里，共設11個車站。採用由新潟運輸系統製造，以JR西日本122系柴聯車為藍本的新製列車8輛（ET122型）行走本線，為前後配置駕駛室的單輛編組。此路段為全線雙線電氣化，但由於所在地為運輸密度低的區域，再加上位於糸魚川站及梶屋敷站間為1500V直流電與20000V交流電轉換區，如採用交直流兩用電聯車，成本及保養費均非常高昂，經考慮後，決定改以柴聯車行走本路段，並與愛之風富山鐵道進行直通運轉，上行列車最遠可到達富山縣的泊站，相反由直江津站的下行，除了1班快速列車外，其餘均不再與JR東日本作直通運轉，而是改由「妙高躍馬線」負責（見下段）。雖然採用柴聯車，但因為愛之風富山鐵道採用電聯車，亦有少部份班次會直通運行駛入，再加上JR貨物仍會使用路段，架空電車線仍然會獲得保留。
在JR西日本交出北陸本線後，於新潟縣內仍然營運大糸線北段，但由於未能再與其他JR西日本路線接續而成為了孤立路線，列車到達糸魚川站後也不會駛入越後心動鐵道的路段。另外自1990年代末期起，大糸線北段也停止了與已電氣化、由JR東日本所管轄的南段作直通運行。
妙高躍馬線（妙高はねうまライン）
即原JR東日本信越本線妙高高原站～直江津站，全長37.7公里，共設10個車站。全線為單線電化路段，採用由JR東日本轉讓的E127系電聯車來行駛，部份班次會與JR東日本信越本線作直通運轉，另外因應原由JR開設的普通(快速)「妙高」及快速「頸城野」取消服務，另外設立了特急列車「白雪」及快速列車開往新潟站，不過，過往能直通長野站的安排將會取消，列車到達妙高高原站時，乘客需轉乘位於同月台的信濃鐵道北信濃線列車繼續前往長野。而根據兩線公佈開業時的時間表，班次亦未必完全配合，這也令行程時間大幅增長。
另外，現時亦設有2來回班次，與北越急行北北線進行直通運轉，假日或特定日子也會開辦兩線互通的臨時特急列車。
JR西日本及JR東日本承諾在開業首兩年可以繼續使用其原來的運行管理系統，兩年後則須採用自己的運行管理系統。2017年，越後心動鐵道於上越市設立了運行控制中心，直接為兩線給予指令。

## 車費
2014年10月27日，公佈了新的車費表。位處越後心動鐵道管轄區內的車費，將會維持與JR相同的票價；而涉及跨越其他鐵路公司的車費，則會按新的收費準則收取車費，由於部份位處會社分界線附近的車站，車費將會大幅增加，部份區間的最終車費，經各公司協調後獲得了折扣優惠。然而，開業以來的車費收入仍不足以扺銷日常的營運開支，繼2019年10月1日隨消費稅上調而增加車費後，2020年3月3日得到了國土交通省批准，於2020年4月1日起大幅上調車費，加幅達33%。

## 歷史
- 1993年8月23日：新潟縣政府與運輸省達成協議，同意當北陸新幹線開業時，北陸本線魚津站～糸魚川站將由JR西日本分離。[9]。
- 1998年1月14日：新潟縣政府與運輸省達成協議，同意當北陸新幹線開業時，信越本線長野站～脇野田站將由JR東日本分離[9]
- 2001年4月18日：新潟縣政府與國土交通省（原 運輸省）達成協議，同意當北陸新幹線開業時，北陸本線富山站～直江津站將由JR西日本分離。[9]
- 2010年11月22日：新潟縣並行在來線股份有限公司（新潟県並行在来線株式会社）成立，會社設於新潟縣廳內。
- 2012年7月1日：會社改稱為「越後心動鐵道」。
- 2013年4月1日：位於上越市的新會社總部建成，正式遷入。[10]
- 2014年：

- 2月28日：妙高高原～直江津，直江津～市振共97.0km路段取得了第一種鐵道事業許可。並且宣佈開業預定日為2015年3月14日，與北陸新幹線長野～金澤段通車為同一日。
- 10月27日：向國土交通省申請妙高躍馬線及日本海翡翠線的車費上限許可。
- 12月19日：妙高躍馬線及日本海翡翠線的車費上限許可申請，獲得了國土交通省批准。並且公佈開業時的班次表。

- 2015年：

- 3月14日：信越本線妙高高原站～直江津站，北陸本線市振站～直江津站移交，並分別改稱為「妙高躍馬線」及「日本海翡翠線」，正式運作。
- 3月20日：推出「周末自由通行車票」，可於周末或假日連續兩天在管內車站自由乘降，票價為成人1000日圓、小孩500日圓。

- 2016年4月23日：觀光列車「越後心動度假火車雪月花」投入服務。
- 2018年3月17日：增設1班由愛之風富山鐵道線泊站開、經直江津站轉入妙高躍馬線的新井站，是轉換經營權後，首次有連接愛之風富山鐵道線和妙高躍馬線之間的直通列車[19][20]。
- 2019年：

- 9月9日：原夷隅鐵道社長鳥塚亮就任新社長，接替因健康問題請辭的嶋津忠裕。
- 9月12日：國土交通省北陸信越運輸局批准於日本海翡翠線糸魚川站～梶屋敷站間興建新車站，暫定站名為「押上新站」。
- 10月1日：隨消費税率提引，車費上調。

- 2020年：

- 1月16日：向國土交通省北陸信越運輸局申請加價，幅度為33%
- 3月3日：國土交通省北陸信越運輸局批准加價申請，4月1日起實施。

- 2021年3月13日：隨時間表改正時，新站越後押上翡翠海岸站開業[22]，成為朱鷺鐵成立後首個新設車站。
- 2024年3月1日：推出可連同JR「青春18車票」一併使用的「朱鷺鐵青春18車票」。
- 2025年3月14日，越後心跳鐵道迎來開業的10周年，並在直江津站的月台上舉行紀念典禮[25][26][27][28][29]。

## 外部連結
- 越後心動鐵路官方網站 （页面存档备份，存于）（日語）